# Église Saint-Paul d'Avon
Pour les articles homonymes, voir Église Saint-Paul et Église d'Avon.
L'église Saint-Paul ou de la Butte-Montceau est un édifice religieux catholique du XXe siècle à Avon (Seine-et-Marne), en France.

## Situation et accès
L'église est située au no 38 de la rue des Chênes, dans le quartier de la Butte-Montceau, à Avon, et plus largement au sud-ouest du département de Seine-et-Marne.

## Histoire
L'église est construite dans un contexte de croissance démographique de la commune. Le 21 janvier 1967, on achète un terrain de 2 000 m2 pour 101 723 francs afin d'y construire une église. La première pierre est posée et bénie le 28 mai 1967 par l'évêque de Meaux, Jacques Ménager. Cet édifice est construit d'après les plans de Max Tournier, architecte protestant et disciple du Corbusier. Le 28 juin 1968, Saint-Paul d'Avon est érigée en paroisse et le 9 février 1969, l'église est ouverte au culte.
Des travaux de rénovation sont réalisés de juillet à décembre 2009 et l'inauguration de l'église rénovée est célébrée lors de la messe de la nuit de Noël, le 24 décembre de la même année, en présence de l'évêque de Meaux, Albert-Marie de Monléon.

## Structure

### Typologie
L'édifice adopte un plan circulaire et en pente. Un renflement de quelques salles s'étend sur le côté nord-est.

### Extérieur
Sa façade est d'une couleur ocrâtre. Elle intègre une partie de la forme d'un paravent à six volets dans laquelle s'incruste une cloche et contre laquelle est accrochée une grande croix chrétienne.

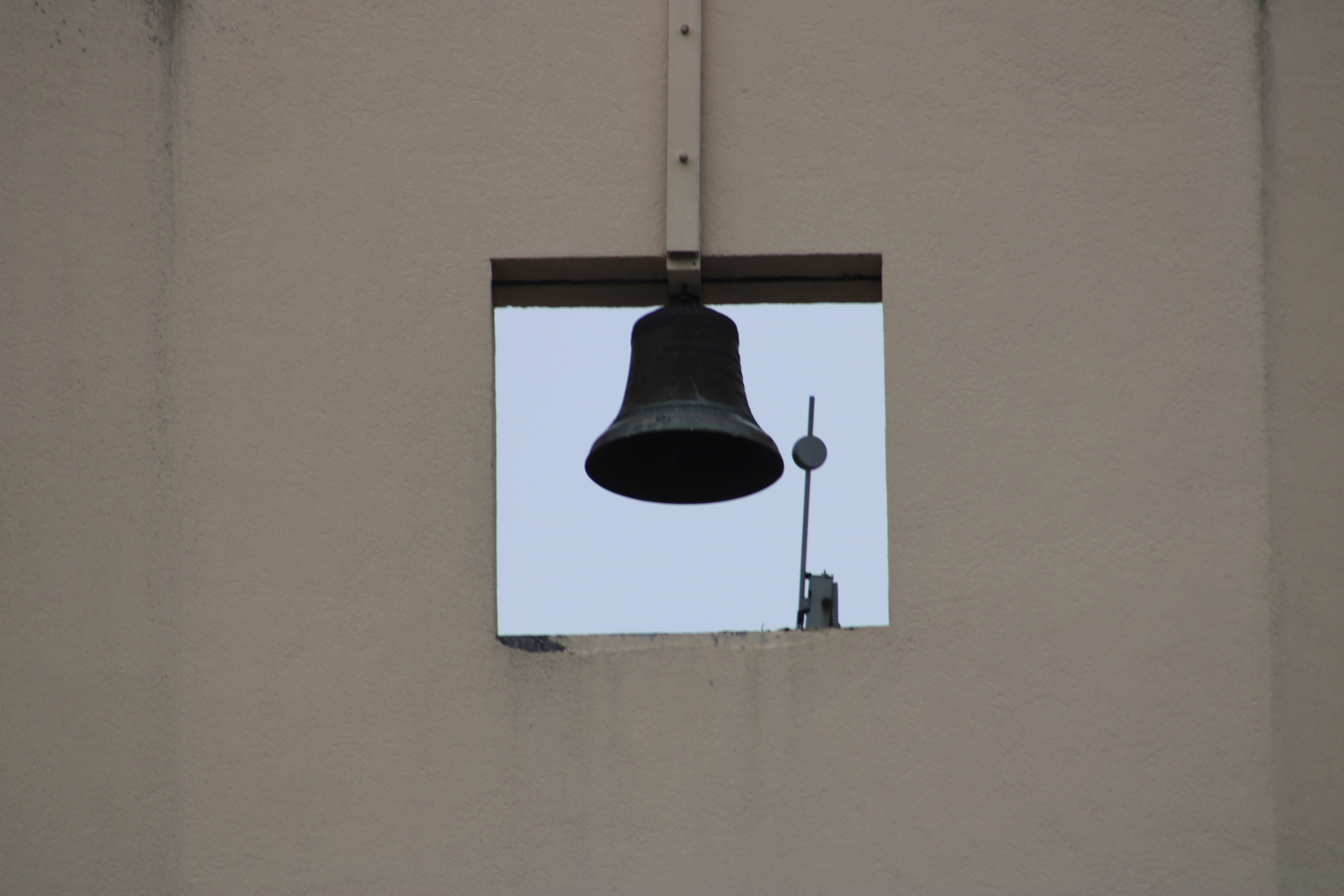
Cloche incrustée dans la façade.
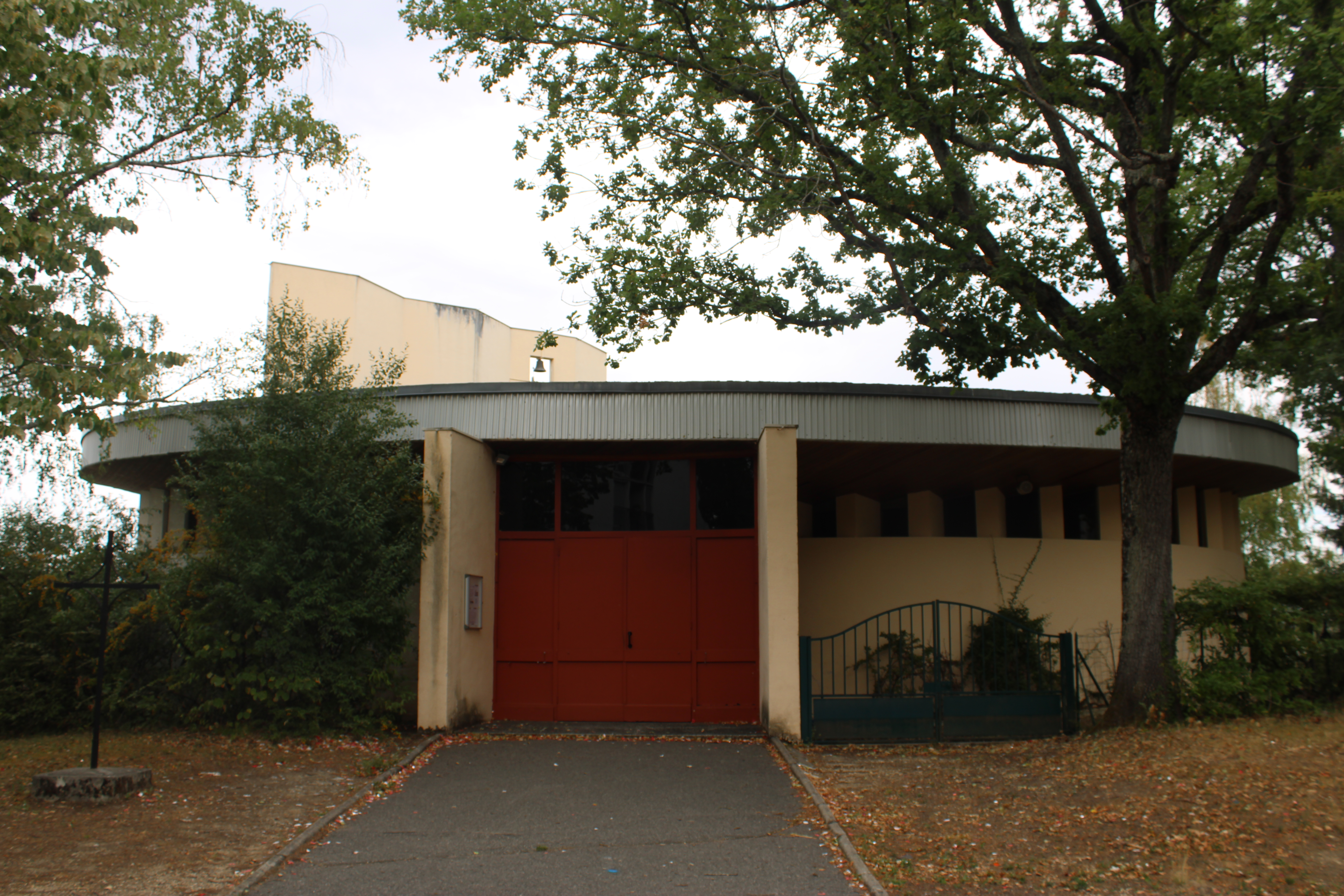
Entrée depuis la rue des Chênes.